# No Time to Die
〈No Time to Die〉(노 타임 투 다이)는 빌리 아일리시의 노래이다. 영화 《제임스 본드》 시리즈의  제25작 《007 노 타임 투 다이》의 주제곡이다. UK 싱글 차트 1위를 기록했다. 제94회 아카데미상 주제가상 수상곡이다.

## 인증
| 국가                               | 인증        | 판매량/출하량 |
| ---------------------------------- | ----------- | ------------- |
| 오스트레일리아 (ARIA)              | 플래티넘    | 70,000        |
| 캐나다 (뮤직 캐나다)               | 골드        | 40,000        |
| 덴마크 (IFPI Danmark)              | 골드        | 45,000        |
| 노르웨이 (IFPI 노르웨이)           | 골드        | 30,000        |
| 폴란드 (ZPAV)                      | 2× 플래티넘 | 100,000       |
| 포르투갈 (AFP)                     | 골드        | 5,000         |
| 영국 (BPI)                         | 플래티넘    | 600,000       |
| 미국 (RIAA)                        | 골드        | 500,000       |
| 판매량+스트리밍을 기반으로 한 인증 |             |               |